# Polygonanthus
Polygonanthus, maleni biljni rod iz porodice Anisophylleaceae, dio reda Cucurbitales. Sastoji se od dvije vrste južnoameričkog, drveća iz brazilske države Amazonas i kolumbijskog departmana Vaupés,
Rod je opisan u Notizblatt des Botanischen Gartens und Museums zu Berlin-Dahlem 11: 345. 1932.

## Vrste
1. Polygonanthus amazonicus Ducke
2. Polygonanthus punctulatus Kuhlm.